# The Definitive Rock Collection (Dokken)
The Definitive Rock Collection è una raccolta del gruppo musicale statunitense Dokken, pubblicata nell'ottobre del 2006 dalla Rhino Entertainment. La raccolta contiene i brani di maggior successo del gruppo più alcune performance registrate dal vivo.

## Tracce

### Disco 1
1. Breaking the Chains – 3:51 (Don Dokken, George Lynch)
2. Felony – 3:09 (Dokken, Lynch)
3. Live to Rock (Rock to Live) – 3:36 (Dokken, Lynch, Juan Croucier)
4. Nightrider – 3:14 (Dokken, Lynch, Mick Brown)
5. Paris is Burning – 5:08 (Dokken, Lynch) – Live
6. Tooth and Nail – 3:41 (Lynch, Pilson, Brown)
7. Just Got Lucky – 4:35 (Lynch, Pilson)
8. Don't Close Your Eyes – 4:11 (Dokken, Lynch, Pilson)
9. Into the Fire – 4:27 (Dokken, Lynch, Pilson)
10. Alone Again – 4:22 (Dokken, Pilson)
11. Turn On the Action – 4:46 (Lynch, Pilson, Brown)
12. Unchain the Night – 5:20 (Dokken, Lynch, Pilson, Brown)
13. The Hunter – 4:08 (Dokken, Lynch, Pilson, Brown)
14. In My Dreams – 4:20 (Dokken, Lynch, Pilson, Brown)
15. Lightnin' Strikes Again – 3:48 (Dokken, Lynch, Pilson, Brown)
16. It's Not Love – 4:59 (Dokken, Lynch, Pilson, Brown)
17. Till the Livin' End – 4:02 (Dokken, Lynch, Pilson, Brown)

### Disco 2
1. Prisoner – 4:21 (Lynch, Pilson, Brown)
2. Heaven Sent – 4:53 (Dokken, Lynch, Pilson)
3. Mr. Scary (strumentale) – 4:31 (Lynch, Pilson)
4. So Many Tears – 4:57 (Dokken, Lynch, Pilson)
5. Burning Like a Flame – 4:44 (Dokken, Lynch, Pilson, Brown)
6. Dream Warriors – 4:46 (Lynch, Pilson)
7. Walk Away – 5:01 (Dokken, Lynch, Pilson)
8. Kiss of Death – 5:30 (Dokken, Lynch, Pilson) – Live
9. When Heaven Comes Down – 3:56 (Lynch, Pilson, Brown) – Live
10. Standing in the Shadows – 4:37 (Dokken, Lynch, Pilson) – Live
11. Too High to Fly – 7:12 (Dokken, Lynch)
12. Long Way Home – 5:13 (Dokken, Lynch, Pilson)
13. Escape – 4:37 (Dokken, Brown, John Levin)

## Formazione
- Don Dokken – voce
- George Lynch – chitarre
- Jeff Pilson – basso, cori
- Mick Brown – batteria, cori
- Juan Croucier – basso (tracce 1-5)
- John Levin – chitarra in Escape
- Barry Sparks – basso in Escape